# 大合唱猶太會堂 (里加)

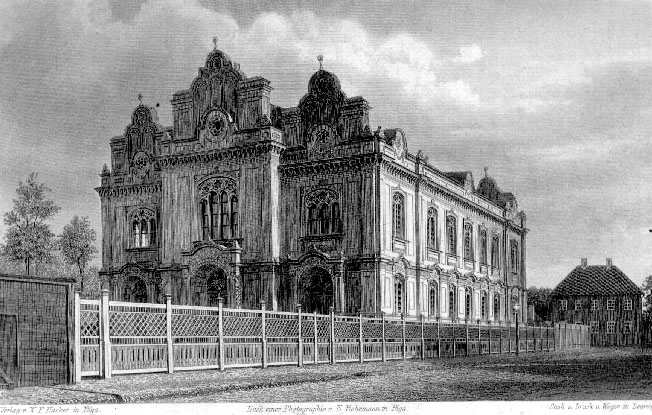

大合唱猶太會堂（希伯來語：‎）是拉脫維亞首都里加的一座猶太會堂建築，曾是里加最大的猶太會堂。大合唱猶太會堂設計於1868年，在1871年竣工。1941年7月4日，這座猶太會堂被燒毀。

## 外部連結
- Great Choral Synagogue on LiveRīga.com (Riga tourism portal) （页面存档备份，存于）

56°56′32.71″N 24°7′34.79″E / 56.9424194°N 24.1263306°E